# Aero (entreprise)
Pour les articles homonymes, voir Aero.
Aero est une entreprise de construction aéronautique polonaise fondée en 1994 par Tomas Antoniewski à Varsovie avec pour objectif de réaliser et de produire un biplace d’entrainement et de tourisme économique. Cette société est sans liens avec les firmes tchèque Aero Vodochody et américaine Aero Commander.
C’est en 1991 que Tomas Antoniewski a dessiné et construit son premier avion, l’AT-1, pour soutenir une thèse d’ingénieur aéronautique devant l’Institut de Technologie de Varsovie. 
L’AT-1 était un monoplace à aile basse et train classique de construction amateur équipé d’un moteur Limbach 2400 qui a accumulé plus de 2500 heures de vol en missions de surveillance forestière et démonstrations aériennes.
En 1996 Tomas Antoniewski réalisa un second appareil, l’AT-2. Il s’agissait en fait d’un Pottier P.220S Koala (en) acheté en kit en France, mais équipé du même moteur Limbach 2400 et légèrement modifié par son constructeur.
C’est à partir de l’expérience acquise avec ces deux avions que furent réalisés en 1997 les premiers prototypes AT-3. En janvier 2005 le modèle AT-3 R100 a obtenu une certification EASA dans la catégorie JAR-VLA et il est aujourd’hui commercialisé soit en kit soit assemblé.
1. ↑  « https://www.aero.com.pl/kontakt » (consulté le 1er décembre 2022)